# ان‌جی‌سی ۴۱۰
ان‌جی‌سی ۴۱۰ (انگلیسی: NGC 410) نام یک کهکشان در صورت فلکی ماهی است.